# Federico Acosta Noriega
Federico Acosta Noriega (Jaén, 23 de septiembre de 1908-Salamanca, 10 de septiembre de 1985) fue un poeta, escritor y juez español. Dejó varios poemas dedicados a las fiestas religiosas populares de Castilla, enamorado de la ciudad de Zamora dedicó varias obras líricas dedicadas a la expresión de la Semana Santa zamorana. Tuvo ocupación como locutor en la radio, en un programa titulado: Tres minutos ante el micrófono, emitido por radio Zamora. Miembro honorario del Casino de Zamora. Entre sus obras destacan cuatro composiciones de teatro. como orador fue invitado a dar numerosas conferencias sobre historia y costumbres castellano-leonesas. Fue popularmente conocido por haber anunciado públicamente la aparición de platillos volantes en la provincia de Zamora a mediados de los años setenta, publicando un libro.

## Biografía
Nace Federico en 1908 en la ciudad de Jaén, su padre fue un notario afincado en la ciudad. Durante su infancia, debido a la itinerancia del trabajo de su padre, recorre y vive en diversas localidades castellano-leonesas y extremeñas. En la Universidad de Salamanca cursa estudios de Derecho y tras la finalización de sus estudios se incorpora en la notaría de su padre, que por entonces se encontraba ubicada en tierras aragonesas. Conoce en este periodo de tiempo a Carmen Roda, contrae nuncios en la Almunia de Doña Godina. Durante la guerra civil española alcanza el rango de capitán de Estado Mayor entre las tropas sublevadas. Tras la finalización del periodo bélico logra un destino en la población gallega del Barco de Valdeorras, allí preparando las oposiciones a judicatura logra el destino de Juez en Piedrahíta de Castro (provincia de Zamora) y después en la población de Puente Genil (provincia de Córdoba), regresando el día 12 de julio de 1952 tomando posesión de la plaza de juez municipal de Zamora. 
Durante su vida laboral recorrió los juzgados de la provincia zamorana, como son los de Toro, Bermillo de Sayago, Villafáfila, Villalpando y finalmente la villa de Tábara siendo esta población donde residió más de siete años, y con la que logró ser nombrado Hijo Adoptivo de la Villa. Colaboró escribiendo artículos en los periódicos de la época Imperio (perteneciente a FET y de las JONS) y El Correo de Zamora donde escribe artículos costumbristas zamoranos así como de su historia. Sus dotes de retórica le hacen pregonero de la Semana Santa de diversas ciudades españolas. 
Mantuvo su trabajo en la judicatura de Zamora hasta que en 1978 se jubiló. A partir de este periodo se dedica a realizar conferencias como la asistencia al Congreso de Ufología celebrado en Barcelona (diciembre de 1977), en el que el mismo presentó una ponencia sobre el tema de la aparición de ovnis en algunos pueblos de Zamora.

## Obra
Entre su obra se encuentran seis piezas teatrales, dos de ellas humorísticas Julián 1956 y Se ha perdido un fantasma, y las otras dos centradas en historias y leyendas de la provincia zamorana El motín de la Trucha y Cuando Zamora era Reino. Una pieza titulada: Proceso por traición, no llegó a ser estrenada, en la obra describe el personaje de Vellido Dolfos (asesino de rey Sancho II) desde una perspectiva jurídico-histórica del siglo XX. 
Su obra poética es extensa y en su gran mayoría sigue métricas clásicas. La temática ronda, en gran parte de su trabajo, en costumbres y usos de las gentes de la provincia de Zamora: en especial a los municipio y villas de Fermoselle y Tábara. Abunda la temática religiosa/popular que se centra en expresiones como la Semana Santa, la Virgen (fue denominado Poeta de la Virgen), etc. La prosa se centra en cuentos, dedicados principalmente a los nietos del autor.